# Prudential Center
Il Prudential Center (soprannominato The Rock) è un'arena coperta situata a Newark, New Jersey. Ospita le partite dei New Jersey Devils di NHL, dei New Jersey Ironmen, squadra della MISL e dei Seton Hall Pirates, squadra di basket della Seton Hall University.
Il Prudential Center è il primo palazzetto ad essere costruito nell'area metropolitana di New York dopo la Brendan Byrne Arena (attualmente Izod Center), la precedente casa dei Devils, aperta nel 1981. I diritti di denominazione sono stati venduti nel gennaio 2007 alla società Prudential Financial, con un accordo di sponsorizzazione per oltre vent'anni del valore di 105.3 milioni di dollari.
L'arena è stata inaugurata ufficialmente il 25 ottobre 2007 con una serie di 10 concerti del gruppo rock del New Jersey Bon Jovi. La prima partita dei Devils nella nuova arena è stata giocata il 27 ottobre 2007 contro gli Ottawa Senators, che erano stati anche gli ultimi avversari dei Devils all'Izod Center. Il giocatore di Ottawa Chris Neil ha segnato il primo gol all'arena, mentre Brian Gionta ha segnato il primo gol per la squadra di casa, sconfitta 4-1. L'11 novembre 2007 è stata giocata la prima partita di basket universitario, con i Seton Hall che hanno battuto Monmouth 89-81 ai supplementari.